# Neochactas kelleri
Espèce
Synonymes
- Broteochactas kelleri Lourenço, 1997
- Auyantepuia kelleri (Lourenço, 1997)

Neochactas kelleri est une espèce de scorpions de la famille des Chactidae.

## Distribution
Cette espèce est endémique de Guyane. Elle se rencontre vers Cacao et sur la montagne de Kaw .

## Systématique et taxinomie
Cette espèce a été décrite sous le protonyme Broteochactas kelleri par Lourenço en 1997. Elle est placée dans le genre Neochactas par Soleglad et Fet en 2003.

## Étymologie
Cette espèce est nommée en l'honneur d'Albert Keller.

## Publication originale
- Lourenço, 1997 : Addition to the scorpion fauna of the neotropics (Arachnida). Revue Suisse de Zoologie, vol. 104, no 3, p. 587-604 (texte intégral).